# Манцев Василь Миколайович
Васи́ль Микола́йович Ма́нцев (5 березня 1889, Москва — розстріляний 19 серпня 1938, Москва) — радянський політичний діяч, голова Всеукраїнської надзвичайної комісії (ВУНК), народний комісар внутрішніх справ УСРР. Член Центральної контрольної комісії КП(б)У в квітні 1923 — травні 1924 року. Член Центральної контрольної комісії РКП(б) в квітні 1923 — травні 1924 року.

## Біографія
Народився в родині службовця фабричної контори. У 1906 році закінчив 10-у гімназію у Москві. З 1906 по 1910 рік навчався на економічному відділенні юридичного факультету Московського університету, навчання не закінчив. У 1906—1911 році також працював репетитором.
Учасник російської революції 1905—1907 років. У грудні 1905 року брав активну участь у Московському грудневому повстанні, був дружинником-бойовиком, воював на барикадах Пресні.
Член РСДРП(б) з серпня 1906 року.
У 1906 році працював технічним працівником, помічником секретаря Московського обласного бюро РСДРП. За активну революційну діяльність був тричі заарештований (в грудні 1906, квітні 1907, листопаді 1908 року).
У 1908 році — секретар Московського обласного бюро РСДРП. З 1909 по 1910 рік вів нелегальну роботу в Центральному районі Москви. З 1910 по лютий 1911 року — член Московського комітету РСДРП.
У лютому 1911 року заарештований, до серпня 1911 року перебуав у в'язниці міста Москви, у серпні 1911 року висланий в село Нікольське Вологодської губернії, звідки через 11 днів, у серпні 1911 року, втік закордон.
З 1911 по 1913 рік перебував на еміграції в Парижі, Греноблі, Відні, Кракові. Прослухав курс партійної школи РСДРП(б) в Лонжюмо, навчався в 1912 році один рік у Гренобльському електротехнічному технікумі (Франція). Член Бюро Паризького осередку «Рабочей газеты».
У квітні 1913 року нелегально повернувся в Російську імперію, був організатором і членом обласного бюро РСДРП(б) Центрально-промислової області в Москві. У серпні 1914 року заарештований і засланий в місто Яренськ Вологодської губернії, де перебував до серпня 1916 року.
У серпні 1916 — серпні 1917 року — єфрейтор навчальної команди 206-го запасного полку російської армії в місті Ростові Ярославської губернії. Вів революційну роботу серед солдатів. Після Лютневої революції 1917 року — голова Ростовської ради солдатських депутатів Ярославської губернії. У червні 1917 року обраний кандидатом у члени ВЦВК 1-го скликання.
З серпня 1917 по травень 1918 року — член та секретар Московського обласного бюро РСДРП(б), секретар Московської губернської ради. У листопаді 1917 року — член Московського військово-революційного комітету, брав участь у підготовці збройного постання в Московській губернії. З листопада 1917 по листопад 1918 року — член Центрального штабу Червоної гвардії в Москві.
З травня по серпень 1918 року — член колегії фінансового відділу Вищої ради народного господарства (ВРНГ) РРФСР.
З серпня по листопад 1918 року — співробітник органів Всеросійської надзвичайної комісії (ВЧК). З листопада по грудень 1918 року — секретар ВЧК. У грудні 1918 — квітні 1919 року — член колегії та завідувач слідчого відділу Московської губернської ЧК. У квітні — грудні 1919 року — заступник голови Московської губернської ЧК.
У грудні 1919 — травні 1920 року — начальник Особливого відділу ВЧК Південного (Південно-Західного) фронту.
У грудні 1919 — 17 березня 1920 року — начальник Управління надзвичайних комісій (ЧК) і особливих відділів при Всеукраїнському революційному комітеті. 25 березня 1920 — 30 березня 1921 року — голова Центрального управління надзвичайних комісій (ЧК) по боротьбі з контрреволюцією, спекуляцією і службовими злочинами при РНК УРСР.
Одночасно, з березня по травень 1920 року — начальник тилу Південно-Західного фронту. У травні — липні 1920 року — заступник начальника Особливого відділу ВЧК і тилу Південно-Західного фронту. У липні — грудні 1920 року — начальник Особливого відділу ВЧК і начальник тилу Південно-Західного фронту та начальник Особливого відділу ВЧК і начальник тилу Південного фронту РСЧА. З 29 липня 1920 по 6 лютого 1922 року — член колегії ВЧК РРФСР.
30 березня 1921 — 22 березня 1922 року — голова Всеукраїнської надзвичайної комісії.
22 березня 1922 — серпень 1923 року — народний комісар внутрішніх справ УСРР.
Одночасно, 1 квітня 1922 — 1 вересня 1923 року — голова Державного політичного управління (ДПУ) Української СРР. З 4 липня 1922 по 3 вересня 1923 року — член колегії ДПУ РРФСР.
7 серпня 1923 — 3 червня 1924 року — член колегії Народного комісаріату робітничо-селянської інспекції СРСР.
18 вересня 1923 — 1924 року — член колегії ОДПУ при РНК СРСР.
19 жовтня 1923 — 3 червня 1924 року — начальник оперативного управління Народного комісаріату робітничо-селянської інспекції СРСР.
3 червня 1924 — 1 листопада 1930 року — член президії Вищої ради народного господарства (ВРНГ) СРСР. 3 червня 1924 року — начальник оперативного управління ВРНГ СРСР. У липні 1924 року — голова колегії, з 1924 по листопад 1926 року — заступник голови колегії головного економічного управління ВРНГ СРСР. У листопаді 1926 — травні 1927 року — голова колегії, начальник головного економічного управління ВРНГ СРСР. З травня 1927 по 1929 рік — заступник начальника планово-економічного управління, в 1929 — січні 1930 року — начальник планово-економічного управління ВРНГ СРСР та голова Ради у справах місцевої торгівлі при ВРНГ СРСР. З січня по лютий 1930 року — начальник планового техніко-економічного управління ВРНГ СРСР.
Одночасно, з 23 лютого 1926 по 23 січня 1930 року — член колегії Народного комісаріату торгівлі СРСР.
У 1930 році (до жовтня) — ректор Промислової академії.
1 листопада 1930 — листопад 1934 року — заступник народного комісара фінансів СРСР. Одночасно, з лютого 1931 по листопад 1934 року — член Держплану СРСР та член Комітету промислової кооперації і кустарної промисловості при РПО СРСР.
У листопаді 1934 — 21 червня 1936 року — голова Вищої ради фізичної культури при ЦВК СРСР.
1 липня 1936 — 9 серпня 1937 року — голова спеціальної колегії та заступник голови Верховного суду Російської РФСР.
З 9 серпня по жовтень 1937 року — в розпорядженні ЦК ВКП(б).
22 жовтня 1937 року заарештований органами НКВС. Засуджений Воєнною колегією Верховного суду СРСР 28 липня 1938 року до страти, розстріляний 19 серпня 1938 року. Похований на полігоні «Комунарка» біля Москви.
12 травня 1956 року посмертно реабілітований, поновлений у партії.

## Нагороди
- орден Червоного Прапора (18.07.1921)
- орден Трудового Червоного Прапора УСРР (1.08.1923)[1]
- знак Почесний працівник ВНК—ДПУ (V) (1922)
- знак Почесний працівник ВНК—ДПУ (XV) (20.12.1932)